# Rio Quirra
Il rio Quirra è un torrente che scorre nella Sardegna centro-orientale, fra i comuni di Jerzu, Tertenia, le exclavi dei comuni di Osini ed Arzana, in provincia di Nuoro, e Villaputzu, in provincia del Sud Sardegna.
La sorgente è situata in comune di Jerzu; il fiume scorre in direzione sud-sud-est passando a poca distanza dal centro abitato di Tertenia incanalato fra i tacchi d'Ogliastra e il complesso di monte Ferru (875 m), per poi attraversare la fertile valle omonima, famosa per la presenza di numerosi vigneti dai quali si ricava l'uva utilizzata per la produzione del vino Cannonau di Jerzu.
Dopo un percorso di circa 40 km, il corso d'acqua, sovrastato dai ruderi del Castello di Quirra, sfocia nel mar Tirreno, nel comune di Villaputzu. 
Come la maggior parte dei fiumi sardi, il rio Quirra gode delle abbondanti piogge autunnali, mentre si prosciuga quasi totalmente durante la stagione secca.